# Херострат
Херострат (на старогръцки: Ἡρόστρατος) е младеж от Ефес (Мала Азия), който изгаря Храма на Артемида в родния си град на 21 юли 356 пр.н.е.
Както по-късно признава, искал името му да се помни от следващите поколения. Осъден е на смърт и забвение.
В изпълнение на присъдата за забвение са наети глашатаи, които в продължение на много десетилетия пътуват из цяла Древна Гърция и обявяват разпореждането „Не смейте да помните името на безумния Херострат, изгорил храма на богинята Артемида от честолюбие“
Древногръцкият историк Теопомп (IV век. пр.н.е.) обаче разказва за престъплението на Херострат и така запазва името му за поколенията.
По-късни трудове на Теопомп, съхранени частично, стават основа за творби на по-късни историци (Страбон, Авъл Гелий, Валерий Максим), които също пишат за изгарянето на храма и съответно за престъпника, който го е извършил. Така Херострат постига целта си: да се помни името му, макар и покрито с позорна слава.
Оттук следва изразът „Херостратова слава“, който означава срамна известност за човек, прославил се с разрушаване на нещо, създадено от други.